# 小田嶋十黄
小田嶋 十黄（おだじま じゅっこう、1887年 - 1978年2月5日）は、東京市本郷区出身の日本の男性俳人、俳画家、洋画家。本名は小田嶋 義（おだじま よし）。別号に得魚洞。元社団法人現代俳画協会顧問。元パイロット万年筆顧問。

## 人物
小学校卒業後、12歳で高尾山薬王院に入って僧となり、同寺の僧で俳誌「俳諧草紙」の主要俳人であった南南浪の勧めにより渡辺水巴に師事し俳句を学んだ。のち還俗し、洋画家を経て、俳句・俳画に専心するに至る。とりわけ俳画に独自の境地を拓いたことで知られ、現代俳画協会顧問、俳誌「南柯」顧問を務めるなど、斯界の発展に貢献した。著書に『俳画入門』『俳画への道』、句集に『ほそ道』などがある。

## 略歴
- 1887年 - 東京府本郷区春木町に生まれる。
- 1918年 - パイロット万年筆株式会社入社（商業美術部勤務）
- 1933年 - 太平洋画会展出品受賞
- 1935年 - 中央美術展出品受賞
- 1936年 - 二科会美術展出品、以後入選連続20回
- 1970年 - 日本万国博覧会特別出品
- 1971年 - 藍綬褒章受章
- 1972年 - 「小田嶋十黄俳画展」を日本橋三越本店にて開催
- 1978年 - 死去。墓所は東京都文京区本駒込の長源寺

## 碑
- 1971年、「小田嶋十黄句画碑」が高尾山薬王院参道に建つ。

明易や院を護りの杉木立　と刻んだ左半分に杉木立の画が刻されている。

## 作品
- 句集
  - 十黄第一句集（1930年）
  - ほそ道（1967年）
- 著書
  - 俳画入門（1930年）
  - 俳画への道（1967年）
  - 俳画（1977年）